# Vlierbloesemgalmug
De vlierbloesemgalmug (Placochela nigripes) is een muggensoort uit de familie van de galmuggen (Cecidomyiidae). De wetenschappelijke naam van de soort is voor het eerst geldig gepubliceerd in 1877 door F. Low.